# Asmate exoglypha
Asmate exoglypha là một loài bướm đêm trong họ Geometridae.